# John Coltrane and Johnny Hartman
John Coltrane and Johnny Hartman ist ein Jazz-Album von John Coltrane und Johnny Hartman, das 1963 aufgenommen und veröffentlicht wurde.

## Hintergrund
Coltrane und Hartman kannten sich seit ihren gemeinsamen Tagen in Dizzy Gillespies Band in den späten vierziger Jahren. Dennoch war Hartman zunächst skeptisch, nachdem Bob Thiele ihm den Vorschlag Coltranes unterbreitet hatte, ein gemeinsames Album aufzunehmen, da er sich selbst nicht als Jazz-Sänger sah und nicht glaubte, dass Coltrane und er sich musikalisch ergänzen würden.
Allerdings gelang es Thiele, Hartman zu überzeugen, sich im New Yorker Jazzclub Birdland die Auftritte Coltranes anzusehen und zu überlegen, ob er nicht Ansatzpunkte für eine Zusammenarbeit erkennen könnte.
Hartman befolgte den Rat, und nach Ende des Auftritts arbeiteten Coltrane, der Pianist McCoy Tyner und Hartman an einigen Songs. Für die Aufnahmesitzung am 7. März 1963 hatten sie sich auf zehn Lieder geeinigt, auf dem Weg zum Studio hörten sie Lush Life mit Nat King Cole im Radio, und Hartman entschied spontan, dass sie dieses Lied aufnehmen würden. Die Aufnahmen wurden alle am selben Tag in den Van Gelder Studios in Englewood Cliffs (New Jersey) aufgenommen. Bis auf You are too Beautiful, bei dem der Schlagzeuger Elvin Jones einen Trommelstock verlor, wurde jedes Lied nur einmal aufgenommen (auf den Stücken 2, 3 und 6 hat Coltrane später noch sparsam eine Begleitstimme hinzugefügt.). Außer den sechs auf Platte veröffentlichten Stücken wurde Afro Blue eingespielt, aber bisher nicht veröffentlicht. Das Album wurde umgehend ein Jazz-Klassiker, und die Interpretationen von Lush Life und They Say It’s Wonderful werden als definitiv angesehen.

## Rezeption

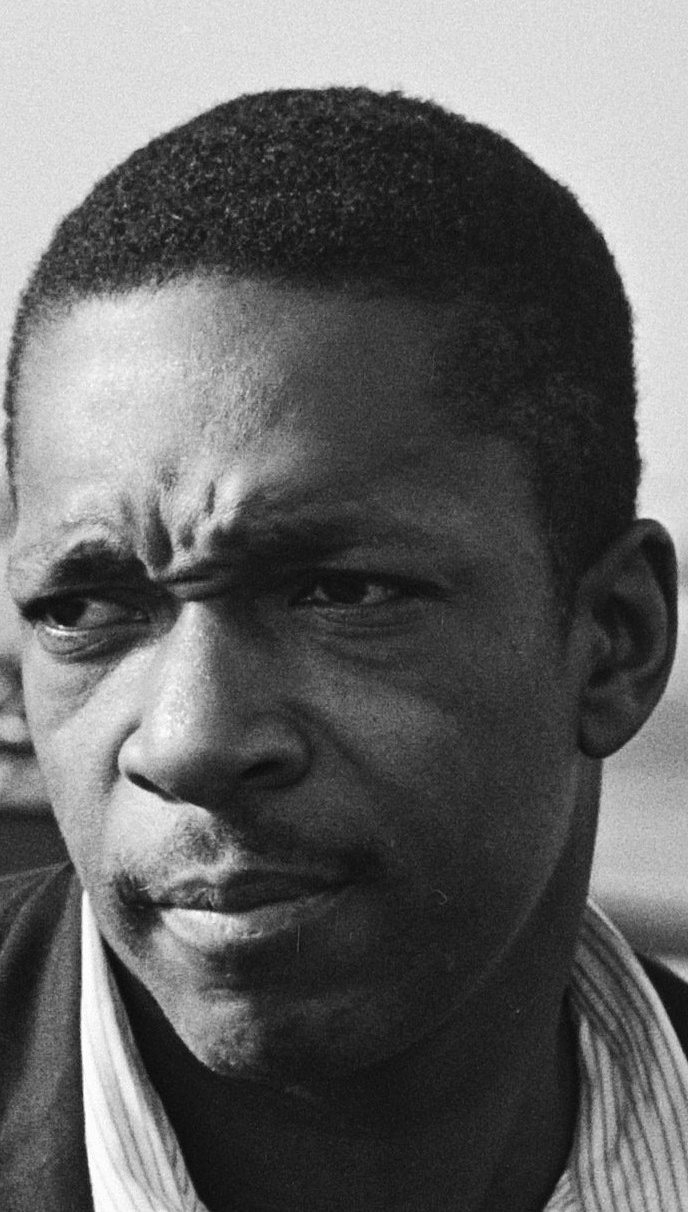
John Coltrane (1963)

Das Album erhielt nur positive Kritiken. Scott Yanow schrieb bei Allmusic:

“John Coltrane's matchup with singer Johnny Hartman, although quite unexpected, works extremely well. Hartman was in prime form…and his versions of „Lush Life“ and „My One and Only Love“ have never been topped. Coltrane's playing throughout the session is beautiful, sympathetic, and still exploratory….. At only half an hour, one wishes there were twice as much music, but what is here is classic, essential for all jazz collections.”

„John Coltrane´s Zusammenspiel mit dem Sänger Johnny Hartman, obwohl recht unerwartet, funktioniert sehr gut. Hartman war in Topform….und seine Versionen von „Lush Life“ und „My One and Only Love“ wurden nie übertroffen. Coltrane spielt während der gesamten Aufnahme großartig, mitfühlend und dennoch erforschend…. Bei nur einer halben Stunde wünscht man sich doppelt so viel Musik, aber was geboten wird, ist klassisch, unentbehrlich für alle Jazz-Sammlungen.“

## Titelliste
1. They Say It’s Wonderful (Irving Berlin) – 5:15
2. Dedicated To You (Sammy Cahn, Saul Chaplin, Hy Zaret) – 5:27
3. My One and Only Love (Guy Wood, Robert Mellin) – 4:50
4. Lush Life (Billy Strayhorn) – 5:20
5. You Are Too Beautiful (Richard Rodgers, Lorenz Hart) – 5:32
6. Autumn Serenade (Peter DeRose, Sammy Gallop) – 4:11

Aufgenommen 7. März, 1963
Die Stücke existieren sowohl in einer Mono- als auch in einer Stereoabmischung. Die SACD-Edition (2004) enthält beide Versionen.